# Tanča Gora
Tanča Gora – wieś w Słowenii, w gminie Črnomelj. W 2018 roku liczyła 209 mieszkańców.